# Esqui aquático nos Jogos Pan-Americanos
O Esqui aquático nos Jogos Pan-Americanos foi introduzido em 1995, em Mar del Plata.

## Quadro de Medalhas
Atualizado até 29/07/2019
| Ordem | País           | Medalha de ouro | Medalha de prata | Medalha de bronze | Total |
| ----- | -------------- | --------------- | ---------------- | ----------------- | ----- |
| 1     | Estados Unidos | 22              | 18               | 13                | 52    |
| 2     | Canadá         | 17              | 21               | 7                 | 45    |
| 3     | Argentina      | 3               | 1                | 11                | 14    |
| 4     | Chile          | 1               | 3                | 7                 | 11    |
| 5     | Brasil         | 1               | 1                | 1                 | 3     |
| 6     | Peru           | 1               | 0                | 0                 | 1     |
| 7     | Colômbia       | 0               | 2                | 0                 | 2     |
| 8     | México         | 0               | 1                | 7                 | 8     |
| 9     | Venezuela      | 0               | 0                | 1                 | 1     |

## Ligações Externas
- Sports123